# 段廷𧀲
段廷𧀲（越南语：／；1862年—1929年1月31日），本名段廷蕑（越南语：／），越南阮朝官員。

## 生平
段廷𧀲是海陽省寧江府永賴縣文會總桃浪社（今屬海陽省寧江縣文會社桃浪村）人，嗣德十五年（1862年）出生。維新初年，任乂安布政使。後升署總督銜，領廣義巡撫。維新五年（1911年），權領安靜總督。後升任平富總督。維新十年（1916年）二月，升署協辦大學士，領戶部尚書，充輔政大臣。同年四月，法國殖民政府另立啟定帝，改輔政府為機密院。段廷𧀲充任機密院大臣。八月，晉封寧浪男（越南语：／）。
啟定二年（1917年）閏二月，段廷𧀲實授協佐大學士，改領工部尚書兼兵部尚書，兼管都察院，仍充機密院大臣。啟定三年（1918年）九月，獲贈一枚柬埔寨王家勳章軍官勳位（四項高綿佩星）。十一月，獲贈一枚法國榮譽軍團勳章軍官勳位（四項北斗佩星）。十二月，獲贈一面大項金磬。啟定六年（1921年）七月，因為私通從事獨立運動的革命人士，段廷𧀲被褫奪爵位，以巡撫銜強制致仕。啟定九年（1924年）六月，朝廷恩准阮廷𧀲開復職爵，以協佐大學士領工部尚書寧浪男身份致仕，並准許領取退休俸祿。
保大三年十二月二十一日（1929年1月31日），段廷𧀲在家去世，壽六十七歲。

## 子女
- 子
  - 段廷芝，維新九年乙卯科舉人，後任平溪知縣。
  - 段廷芳，啟定三年癸亥科舉人。